# Michael Arden
Michael Arden (n. Michael Jerrod Moore, 6 de octubre de 1982) es un actor estaudonidense, cantante, compositor y productor. Nació en Midland, Texas, Estados Unidos.

## Vida personal
Creciendo en Midland, Texas, él fue parte de los Pickwick Players, una comunidad en Midland de jóvenes en el teatro. Estudió en la escuela Trinity, una preparatoria en Midland. 
Fue presidente escolar de las artes, recibió una beca para estudiar en la academia Interlochen Arts como estudiante de teatro, en donde se graduó en el 2001. Recibió otra beca completa para la escuela Juilliard, donde estaba en el club de teatro de la División 34 (2001–2005). Él abandonó Juilliard en el 2003 para unirse al renacimiento de Broadway, el musical Big River.
Arden es abiertamente gay y está comprometido con su compañero de Broadway y actor de televisión, Andy Mientus.

## Actuación

### Teatro
Arden debutó en Broadway como Tom Sawyer en el renacimiento de Big River con la producción de Roundabout y Deaf West (enlace roto disponible en Internet Archive; véase el historial, la primera versión y la última)., en el año 2003. También protagonizó a John Hill en la Opera Pop; Bare (fuera de Broadway) en el 2004. En el verano del 2005, protagonizó a Nick, un hombre gay promiscuo enamorado de un tiburón, en la surrealista obra de Adam Bock (enlace roto disponible en Internet Archive; véase el historial, la primera versión y la última). llamada 'Swimming in the Shallows', en el teatro de New York, Second Stage (enlace roto disponible en Internet Archive; véase el historial, la primera versión y la última).. Él protagonizó el personaje del título en Pippin para el concierto benéfico del Día Mundial del SIDA en Broadway en noviembre de 2004. Trabajó en el musical de Twyla Tharp, "The Times They Are A-Changin' (enlace roto disponible en Internet Archive; véase el historial, la primera versión y la última)." basado en la música de Bob Dylan. The Times They Are A-Changin estuvo desde enero 25 a 5 de marzo del 2006, en el teatro Old Globe de San Diego, California y recién en Broadway en el teatro Brooks Atkinson desde octubre 26 hasta 19 de noviembre del 2006. En el 2007 interpretó a John Robert en Ace, en el teatro Old Globe desde enero 13 hasta febrero 18. En el verano del 2007 realizó una gira por Europa con Barbra Streisand como uno de sus "Chicos de Broadway." Desde julio a septiembre del 2010 él protagonizó el papel principal en el resurgimiento de Aspects of Love (enlace roto disponible en Internet Archive; véase el historial, la primera versión y la última). de Andrew Lloyd Webber.
Los créditos teatrales regionales de Arden incluyen Pippin, God of Vengeance, Falsettoland, Tom Jones' Harold and Maude, West Side Story, Songs for a New World, The Common Pursuit y The Winter's Tale.
A partir de octubre de 2014, Arden desempeñó el papel de Quasimodo en el nuevo musical Hunchback of Notre Dame en la Jolla Playhouse de San Diego. La producción corrió desde octubre 26 hasta el 7 de diciembre de 2014. Y en el Papermill Playhouse (enlace roto disponible en Internet Archive; véase el historial, la primera versión y la última). desde el 4 de marzo hasta el 5 de abril de 2015.
Arden dirige la producción de Spring Awakening en el teatro Deaf West (enlace roto disponible en Internet Archive; véase el historial, la primera versión y la última).. Esta producción se ha trasladado a Broadway y está en progreso a partir de ahora.

### Televisión
Apareció en la serie Grey's Anatomy de ABC (episodio "17 Seconds" como Neal Hannigan) y en Numb3rs de CBS. También fue coestrella con Donald Trump en un comercial de televisión, Domino's Pizza, y con "Regis y Kelly" en un comercial del banco Commerce en el 2006. Fue parte del cast del show de Fox, The Return of Jezebel James, que estuvo al aire y fue cancelado después de tres episodios en la primavera del 2008. Arden tuvo un rol recurrente en la serie de NBC, "Kings", como Joseph, el novio secreto del gay en el closet, heredero del trono, el príncipe Jack Benjamin. Fue un invitado especial en un episodio de The Closer como James Clark, un esquizofrénico sospechoso de asesinato, como también fue invitado especial en un episodio de Bones como Harold Prescott. Los productores de The Good Wife anunciaron en agosto del 2011 que Arden fue parte del cast como un personaje recurrente, haciendo del interés amoroso de Owen Cavanaugh (Dallas Roberts). Él fue protagonista de la serie de FX, Anger Management.

### Cine
Después de haber hecho también trabajo en el cine, es un actor destacado en el esfuerzo independiente del director Colin Spoelman "Underground", la historia de cinco amigos que quedan atrapados dentro de un sistema de cuevas muy por debajo de una montaña en el centro de Kentucky. El trabajo más reciente de Arden incluyó la película de 2011, Source Code, protagonizada por Jake Gyllenhaal.

### Composición y escritura
Como compositor, Arden ha escrito varias obras, como Easter Rising, As You Like It, y Ripley.

## Filmografía
| Género       | Año       | Título                           | Rol                    | Episodios                                        |
| ------------ | --------- | -------------------------------- | ---------------------- | ------------------------------------------------ |
| Película     | 2006      | El buen pastor                   | Pinafore Actor         |                                                  |
| Serie        | 2006      | Grey's Anatomy                   | Neal Hannigan          | "17 Seconds"                                     |
| Serie        | 2006      | Numb3rs                          | Whitley                | "Backscatter"                                    |
| Serie        | 2008      | Cashmere Mafia                   | Denis                  | "Dog Eat Dog"                                    |
| Serie        | 2008      | The Return of Jezebel James      | Buddy                  | "Pilot" "Frankenstein Baby" "Needles and Schlag" |
| Película     | 2009      | Guerra de novias                 | Kevin                  |                                                  |
| Película     | 2009      | The cave movie                   | Sam                    |                                                  |
| Serie        | 2009      | Bones                            | Harold Prescott        | "The Bond in the Boot"                           |
| Serie        | 2009      | Kings                            | Joseph Lasile          | "First Night" "The Sabbath Queen" "Pilgrimage"   |
| Serie        | 2009      | The Closer                       | James Clark            | "Identity Theft"                                 |
| Serie        | 2010      | The Forgotten                    | James Poole            | "Mama Jane"                                      |
| Película     | 2011      | Source Code                      | Derek Frost            |                                                  |
| Cortometraje | 2011      | Nurse Jackée                     | Gabe                   |                                                  |
| Serie        | 2011      | Off The Map                      | Pher                   | "Everything's as It Should Be" "Hold on Tight"   |
| Serie        | 2011      | The Good Wife                    | Finn                   | "Get a Room"                                     |
| Serie        | 2011      | Unforgettable                    | Joe Williams           | "Lost Things"                                    |
| Película     | 2012      | La extraña vida de Timothy Green | Doug Wert              |                                                  |
| Serie        | 2012      | GCB                              | Reverend Steve Stewart | "Pride Comes Before a Fall" "Adam & Eve's Rib"   |
| Serie        | 2012      | Nurse Jackie                     | Gabe                   | "Slow Growing Monsters"                          |
| Serie        | 2012      | Royal Pains                      | Homer                  | "Some Pig"                                       |
| Serie        | 2012      | The Mentalist                    | Evan Kress             | "War of the Roses"                               |
| Serie        | 2012-2014 | Anger Management                 | Patrick                | Todos los episodios                              |

- Datos: Q4068927
- Multimedia: Michael Arden / Q4068927